# Tommotian
Het Tommotian is een etage uit de Siberische stratigrafie, die ongeveer overeen komt met de tweede etage in het Cambrium in de tijdschaal van de ICS. Deze etage valt in het onderste deel van het Cambrium en is genoemd voor het dorp van Tommot bij de rivier de Aldan. Het Tommotian werd in 1965 gedefinieerd aan de hand van biozones van verschillende soorten fossiele sponzen uit de stam van de Archaeocyatha. De etage ligt onder het niveau waarin trilobieten voorkomen maar is de onderste etage waarin massaal harde kalkskeletjes en sporen van graafactiviteit (bioturbatie) voorkomen. Het Tommotian is daarom van groot belang voor onderzoek naar de Cambrische explosie.
De ouderdom ligt rond de 529 miljoen jaar, maar de ondergrens is niet goed gedefinieerd en gedateerd. Als gidsfossiel voor de basis is het eerste voorkomen van schelpjes van de soort Aldanella attleborensis gekozen. De totale tijdspanne die door de etage wordt vertegenwoordigd is waarschijnlijk niet langer dan 3 miljoen jaar. 
In de Siberische stratigrafie volgt het Tommotian op het Nemakit-Daldynian en wordt het gevolgd door het Atdabanian. In oudere voorstellen voor de wereldwijde geologische tijdschaal werd het Tommotian gebruikt als de vroegste tijdsnede van het Cambrium. Het volgde in zulke voorstellen op het Poundian (tegenwoordig onderdeel van het systeem Ediacarium) en werd opgevolgd door het Atdabanian. Omdat de stratigrafie van het Cambrium moeilijk wereldwijd te correleren valt, waren er in 2008 nog weinig onderverdelingen van het Cambrium officieel vastgelegd. Als onderste etage van het Cambrium wordt tegenwoordig het Fortunien gebruikt.
De naam Tommotian wordt wel vaak gebruikt in de paleontologie voor de unieke fauna (sponzen van de Archaeocyatha, mollusken en brachiopoden) uit de Siberische etage.